# اسپیس‌اکس دراگن ۲
دراگون ۲ (به انگلیسی: Dragon 2) مدل توسعه یافته فضاپیمای دراگن است که قابلیت حمل حد اکثر ۷ نفر مسافر را دارد، در حال حاضر این فضاپیما توسط شرکت اسپیس ایکس که اولین شرکت خصوصی در زمینه هوا فضا برای فرستادن انسان به فضا می‌باشد در حال توسعه روزافزون در این زمینه می‌باشد.
دراگن ۲ یک کلاس از فضاپیماهای قابل استفاده مجدد است که توسط سازنده هوافضا آمریکایی SpaceX به عنوان جانشین فضاپیمای باری دراگن ۱ ساخته شده‌است. این فضاپیما دو نوع دارد. Crew Dragon، یک کپسول دارای سرنشین انسانی است که قادر به پرواز با هفت فضانورد و Cargo Dragon است که جایگزینی جدید برای فضاپیمای اصلی اژدها (دراگن) است. این فضاپیما در بالای موشک Falcon 9 Block 5 نصب و پرتاب می‌شود و از طریق فرود با چتر در اقیانوس به زمین بازمی‌گردد. بر خلاف مدل قبلی خود، این فضاپیما می‌تواند خود را به استگاه فضایی بین‌المللی متصل کند به جای آنکه در کنار آن لنگر اندازد. Crew Dragon مجهز به سیستم فرار یکپارچه پرتاب (LES) است که می‌تواند وسیله نقلیه را به دور از راکت در شرایط اضطراری با سرعت ۱۱٫۸ متر بر ثانیه بدست آورد، که با استفاده از مجموعه ای از چهار غلاف جانبی مجهز به دو موتور SuperDraco انجام می‌شود. این فضاپیما دارای آرایه‌های خورشیدی بازطراحی شده و یک خط قالب بیرونی اصلاح شده در مقایسه با فضاپیمای دراگن اصلی است و دارای کامپیوترهای جدید پرواز و هوانوردی است. از مارس ۲۰۲۰، چهار فضاپیمای دراگون ۲ ساخته شده‌است. یک مدل آزمایشی به نام Dragonfly و سه وسیله نقلیه قابل پرواز که یکی از آنها در یک تست موتور نابود شده‌است.
Crew Dragon به عنوان یکی از دو فضاپیمایی است که انتظار می‌رود خدمه را به ایستگاه فضایی بین‌المللی (ISS) تحت برنامه خدمه تجاری ناسا منتقل کند. دیگری Boeing CST-100 Starliner است. همچنین پیش‌بینی می‌شود که این فضاپیما در پروازها توسط شرکت جهانگردی فضایی آمریکایی Space Adventures به و از ایستگاه فضایی برنامه‌ریزی شده Axiom Space مورد استفاده قرار گیرد. اولین پرواز آزمایشی بدون سرنشین Crew Dragon در مارس ۲۰۱۹ رخ داد و اولین پرواز با خدمه - فضانوردان رابرت ال بهنکن و داگلاس جی هارلی - در تاریخ ۳۰ مه ۲۰۲۰ در ۳:۲۲ دقیقه به وقت ساحل شرقی آمریکا رخ داد. این پرواز آزمایشی اولین بار بود که یک شرکت خصوصی فضاپیمای خدمه داری را پرتاب کرد. پیش‌بینی می‌شود Cargo Dragon با قراردادی تجاری Resupply Services-2 با NASA همراه با فضاپیمای Cygnus Northrop Grumman Innovation Systems و فضاپیمای Dream Chaser شرکت سیرا نوادا، محموله‌هایی را به ISS تحویل دهد. نخستین پرواز از نوع Dragon 2 از Cargo Dragon قرار است در اکتبر سال ۲۰۲۰ پرتاب شود.

## انواع
دو نوع از این فضاپیما وجود دارد: اژدهای با خدمه (Crew Dragon) و اژدهای باری (Cargo Dragon). کرو دراگن در ابتدا دراگن رایدر (DragonRider به معنی اژدهاسوار) نام داشتو از ابتدا در نظر گرفته شده بود تا از خدمه هفت نفره یا ترکیبی از خدمه و محموله پشتیبانی کند. این فضاپیما قادر است با استفاده از سیستم لنگراندازی (Docking) ناسا (NDS) پهلوگیری و لنگراندازی کاملاً خودمختار انجام دهد. در مورد مأموریت‌های معمولی، Crew Dragon برای مدت ۱۸۰ روز در ایستگاه بین‌المللی فضایی لنگر می‌ماند، اما به گونه ای طراحی شده‌است که تا ۲۱۰ روز با مطابقت با فضاپیمای سایوز روسی در ایستگاه بماند. از ابتدای روند توسعه، SpaceX برنامه‌ریزی کرده بود تا از یک سیستم فرار پرتابگر یکپارچه برای فضاپیمای اژدها استفاده کند.

## قابلیت‌ها
اژدها ۲ تا حدی قابل استفاده مجدد است، به‌طور بالقوه منجر به کاهش قابل توجه هزینه می‌شود. SpaceX قصد داشت از هر کپسول جدیدی برای هر پرواز خدمه برای ناسا استفاده کند اما به دنبال استفاده مجدد از کپسولها است. Cargo Dragon می‌تواند ۳٬۳۰۷ کیلوگرم (۷٬۲۹۱ پوند) را به ISS حمل کند. اژدهای با خدمه دارای ظرفیت هفت فضانورد است (فقط چهار صندلی برای مأموریت‌های ناسا استفاده می‌شود). در بالای صندلی‌ها یک صفحه کنترل سه صفحه ای، یک توالت (با پرده حریم خصوصی) و دریچه متصل وجود دارد. فرود اقیانوسی با چهار چتر نجات اصلی در هر دو نوع انجام می‌شود. سیستم چتر نجات کاملاً از سیستم مورد استفاده در کپسول قبلی اژدها، به دلیل نیاز به استقرار چتر نجات تحت انواع سناریوهای لغو پرتاب، مجدداً طراحی شد.
Crew Dragon دارای هشت موتور SuperDraco جانبی است که به صورت جفت‌های زائد در چهار غلاف موتور جمع می‌شوند و هر موتور قادر به تولید ۷۱ کیلونیوتن (۱۶٬۰۰۰ پوند وزنی) نیرو برای استفاده برای لغو پرتاب است. هر غلاف همچنین شامل چهار پیشران دراکو است که می‌تواند برای کنترل جهت و مانورهای مداری مورد استفاده قرار گیرد. محفظه احتراق موتور SuperDraco با استفاده از فرایندی از لیزر مستقیم فلز، از Inconel، یک آلیاژ نیکل و آهن چاپ می‌شود. موتورها در یک محفظه محافظ قرار دارند تا در صورت عدم موفقیت موتور از بروز خطا جلوگیری کند.